# Mejyhiria
Cet article concerne l'ancienne résidence présidentielle ukrainienne. Pour la ville fermée russe, voir Mejgorié.
Mejyhiria (en ukrainien : Межигір'я, aussi en français Mejiguiria, Mezhyhirya, Mezhihiria) ou Mejgorié, ce qui signifie « entre les collines », était la résidence privée de l'ancien président ukrainien Viktor Ianoukovytch dans le village de Novi Petrivtsi, dans le raion de Vychhorod. Il l'a occupé de 2002 à 2014.

## Description
Ce domaine de plus de 140 hectares est situé sur les rives du réservoir de Kiev (le Dniepr) sur le terrain de l'ancien monastère Méjigirski. On y trouve un quai pour un yacht, un club équestre, un stand de tir, des terrains de tennis et de golf ainsi que des terrains pour la chasse et une ménagerie.
Entre 1935 et 2007, Mejyhiria était une résidence gouvernementale, jusqu'à ce qu'elle soit transformée en propriété privée. En 2012, une organisation gouvernementale a loué une partie de la résidence à l'entreprise Tantalit (en) pour organiser des réceptions officielles. Le journal sur Internet Ukrayinska Pravda a publié une enquête et plusieurs documents qui confirment un lien entre Tantalit et l'entourage de Viktor Ianoukovytch.

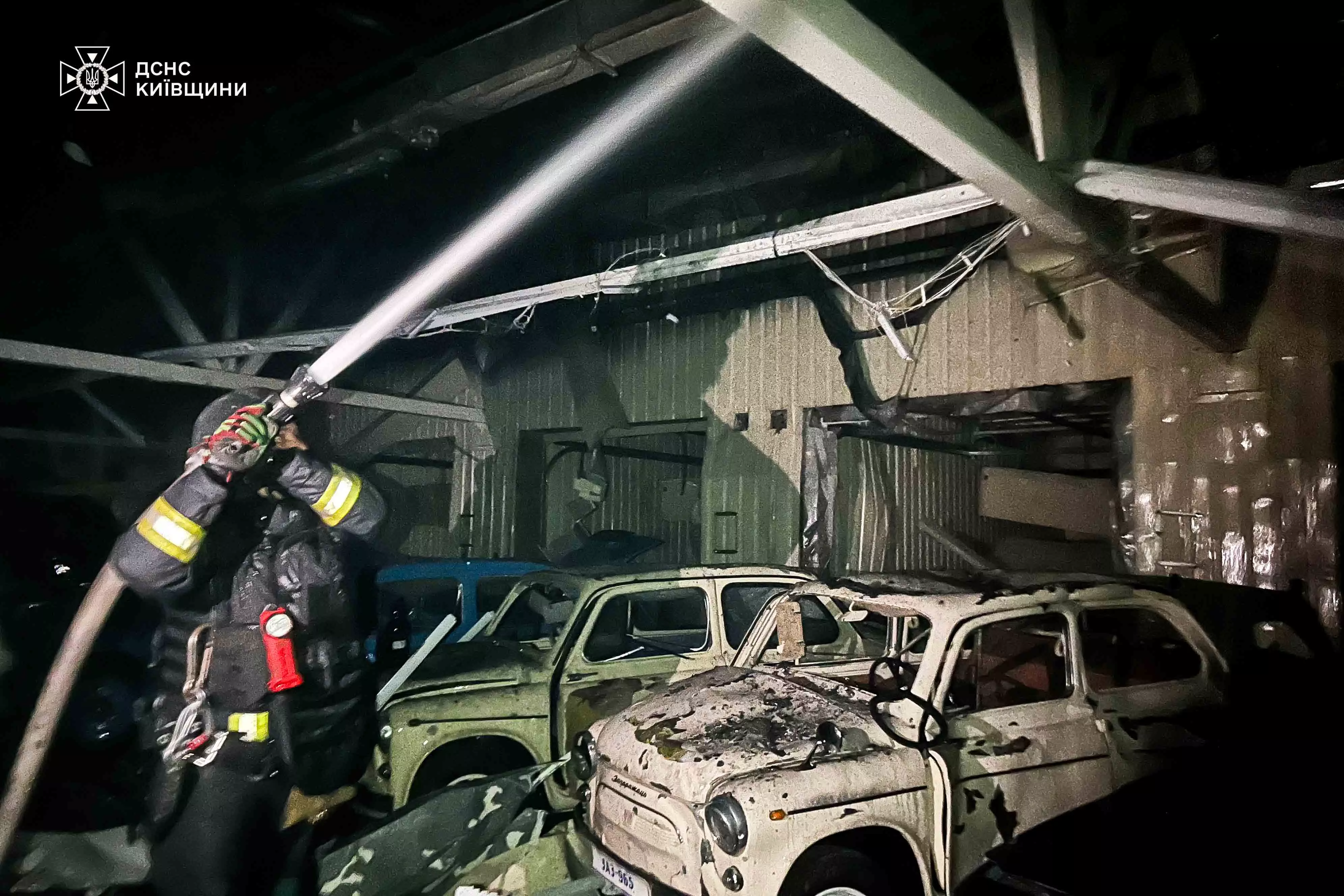
Le musée automobile frappé par une attaque russe le 2 janvier 2025.

Dans le cadre de la révolution de 2013-2014 en Ukraine, Viktor Ianoukovytch fuit Kiev et est destitué par le Parlement. La foule parvient à entrer dans la résidence, où la « débauche » de luxe étonne, : les manifestants ont été choqués par le train de vie que menait Viktor Ianoukovytch dans celle-ci,. La foule reste calme et ne pille pas la résidence.
La résidence est finalement restituée à l’État à la suite d'un vote du Parlement le 23 février 2014.
Le site devient ensuite un musée consacré à la corruption.

## En images

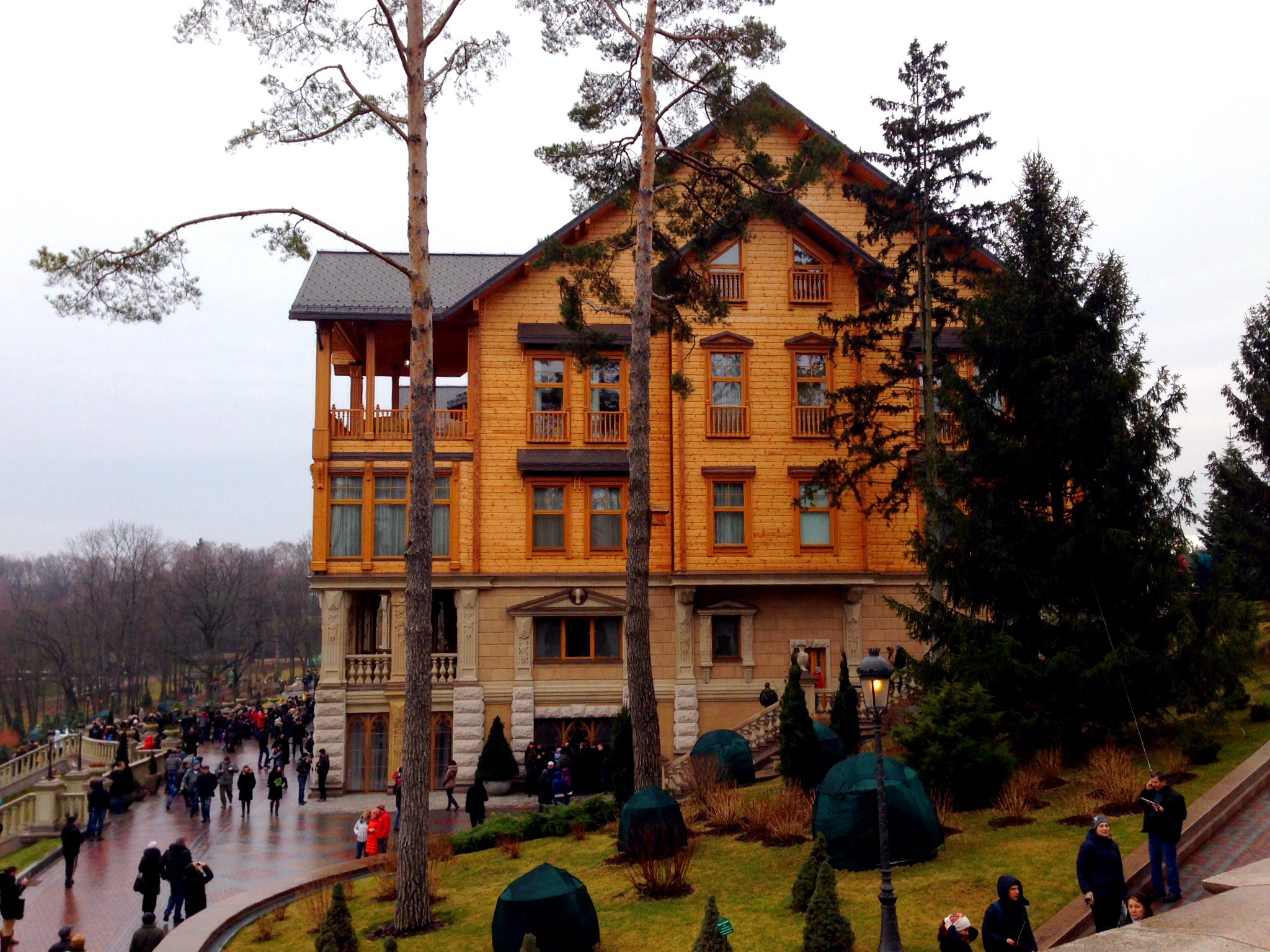
Honka, club house de Mejyhiria.
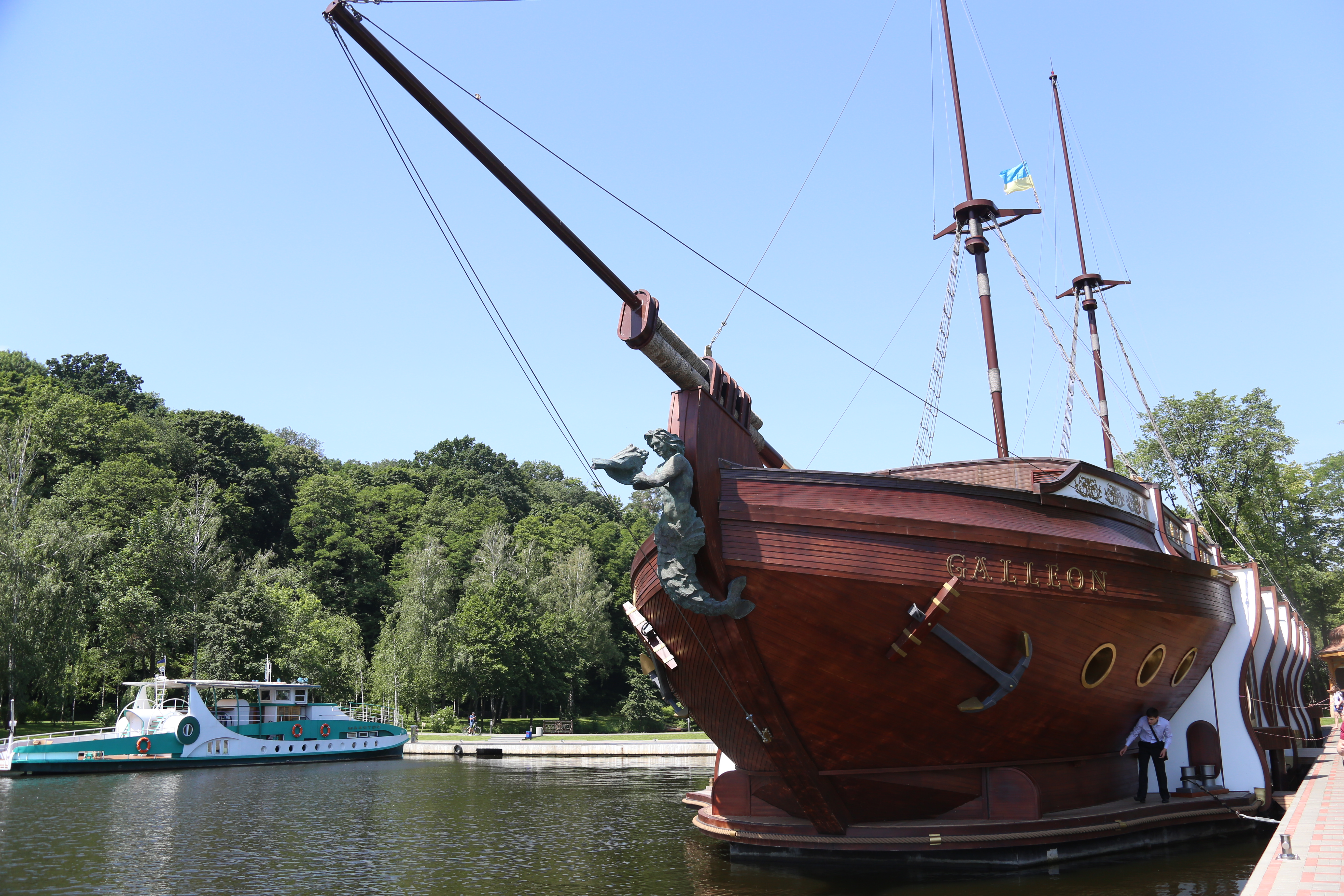
Le Galleon et le Maestro.
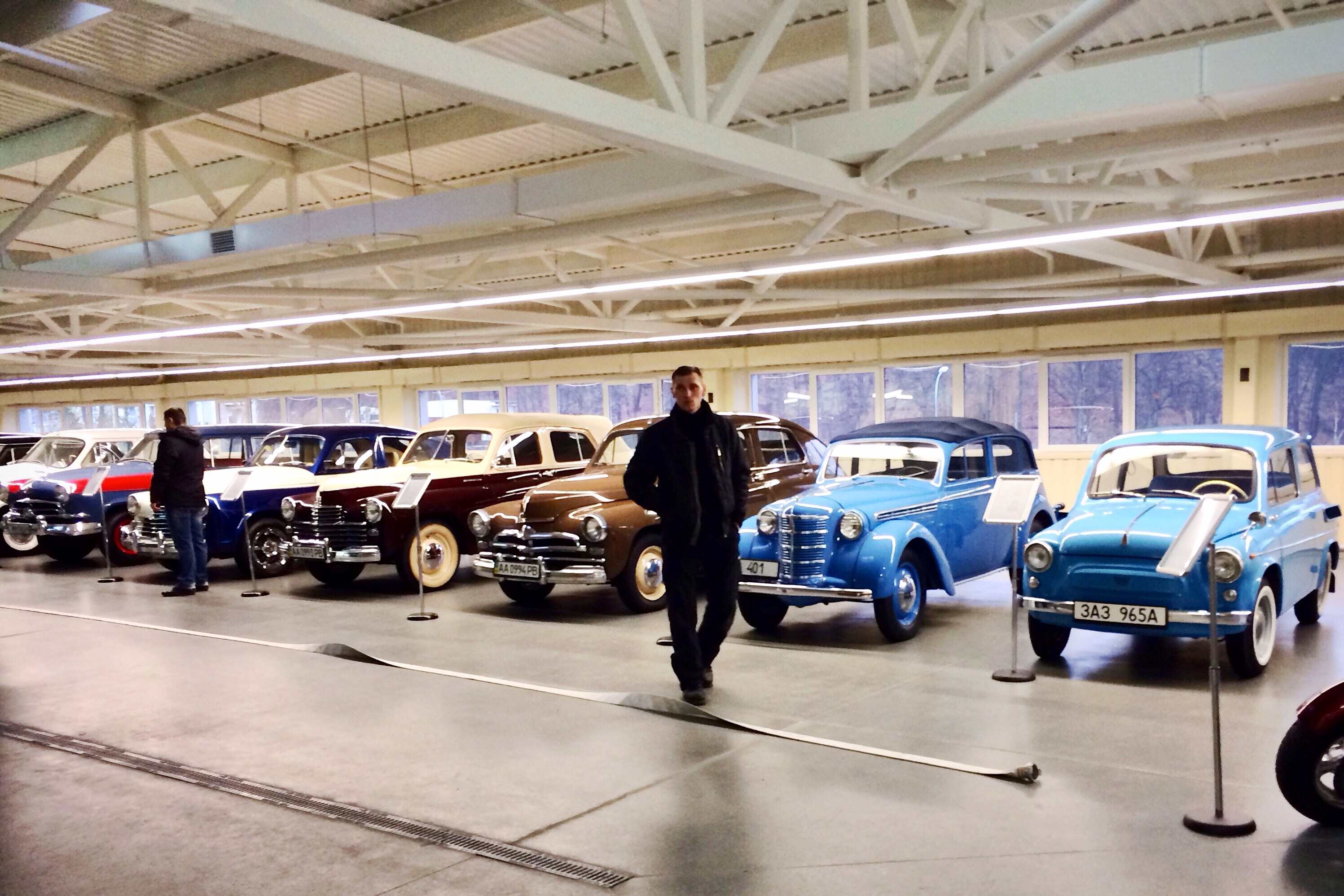
Musée automobile.
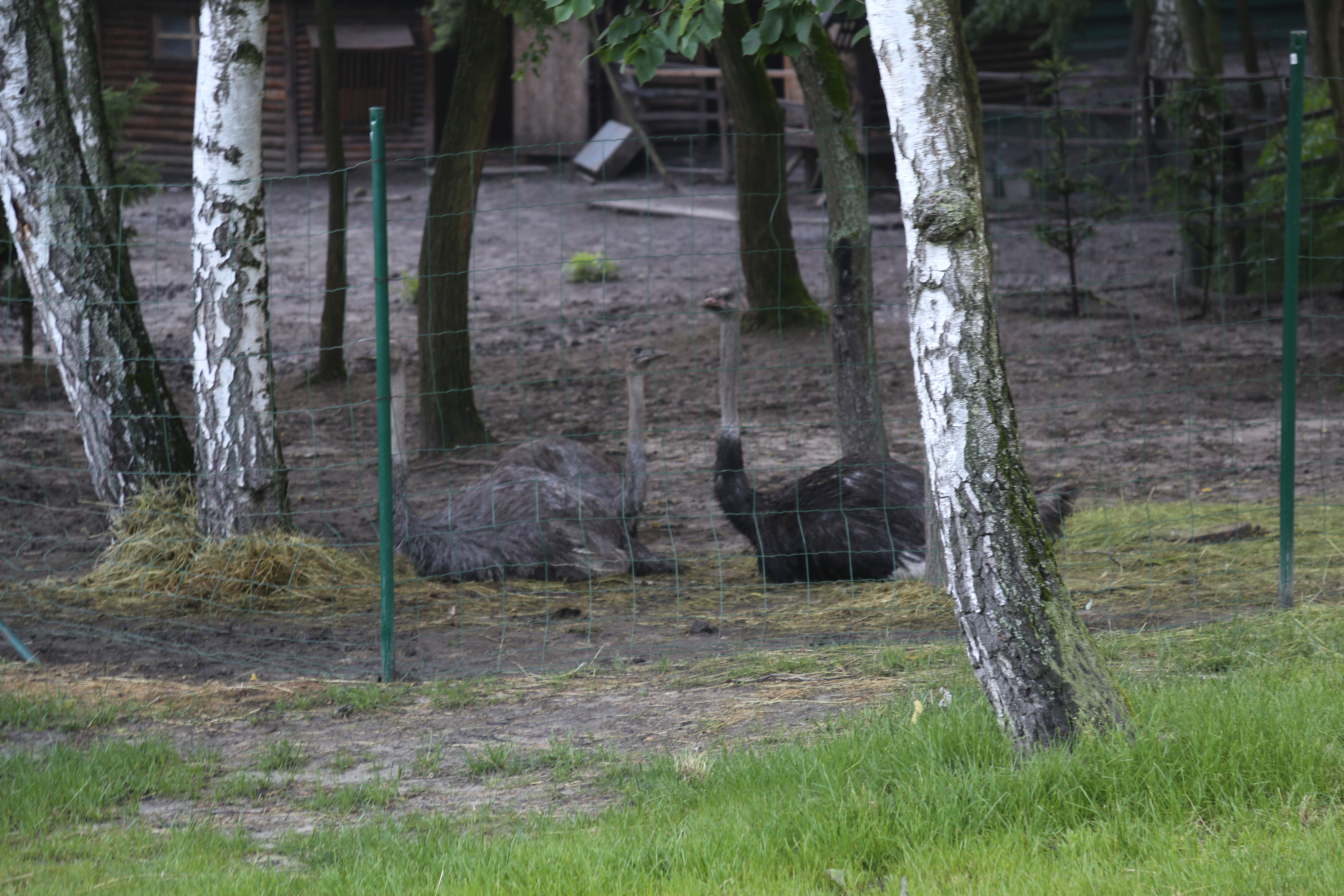
Ménagerie.
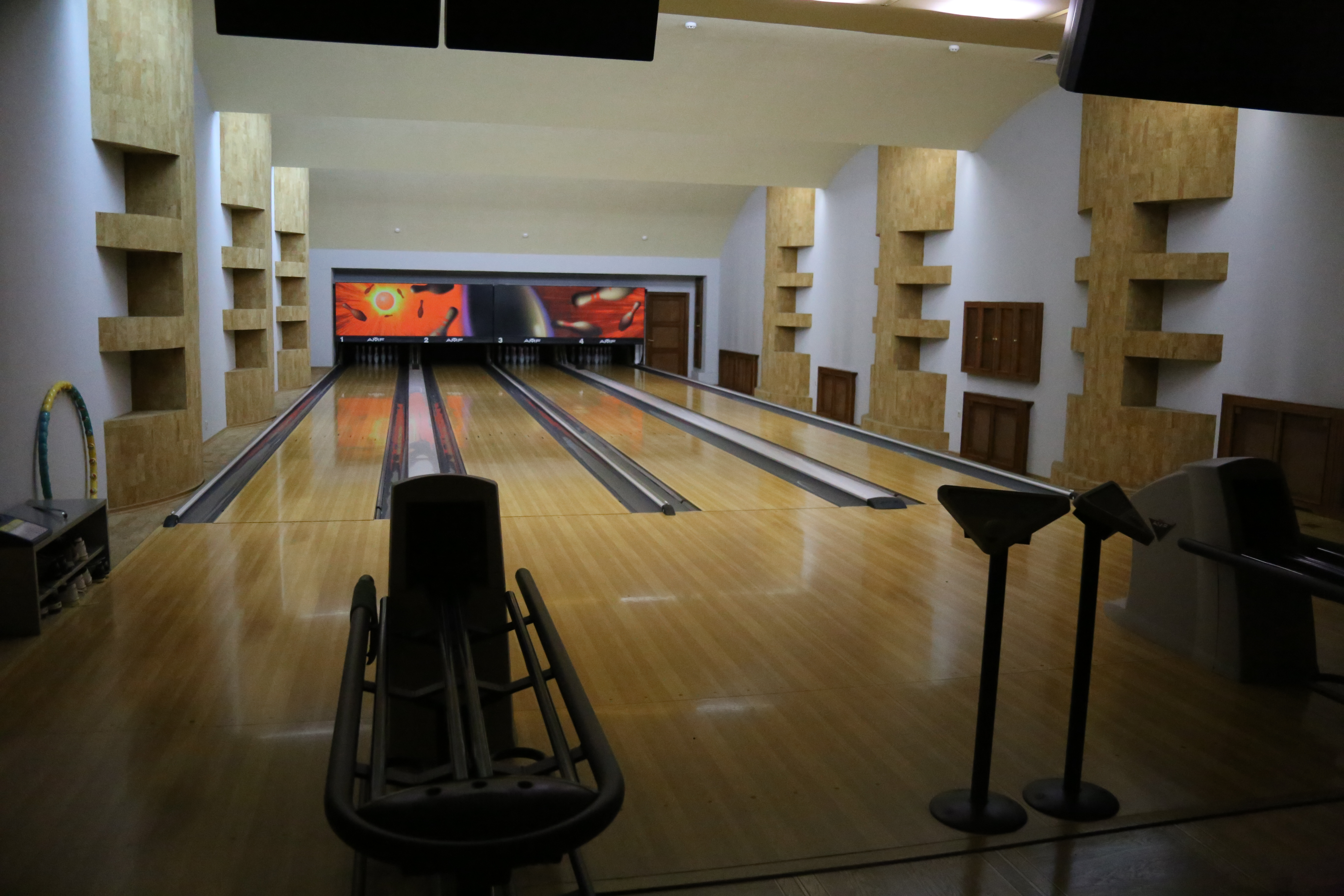
Bowling.
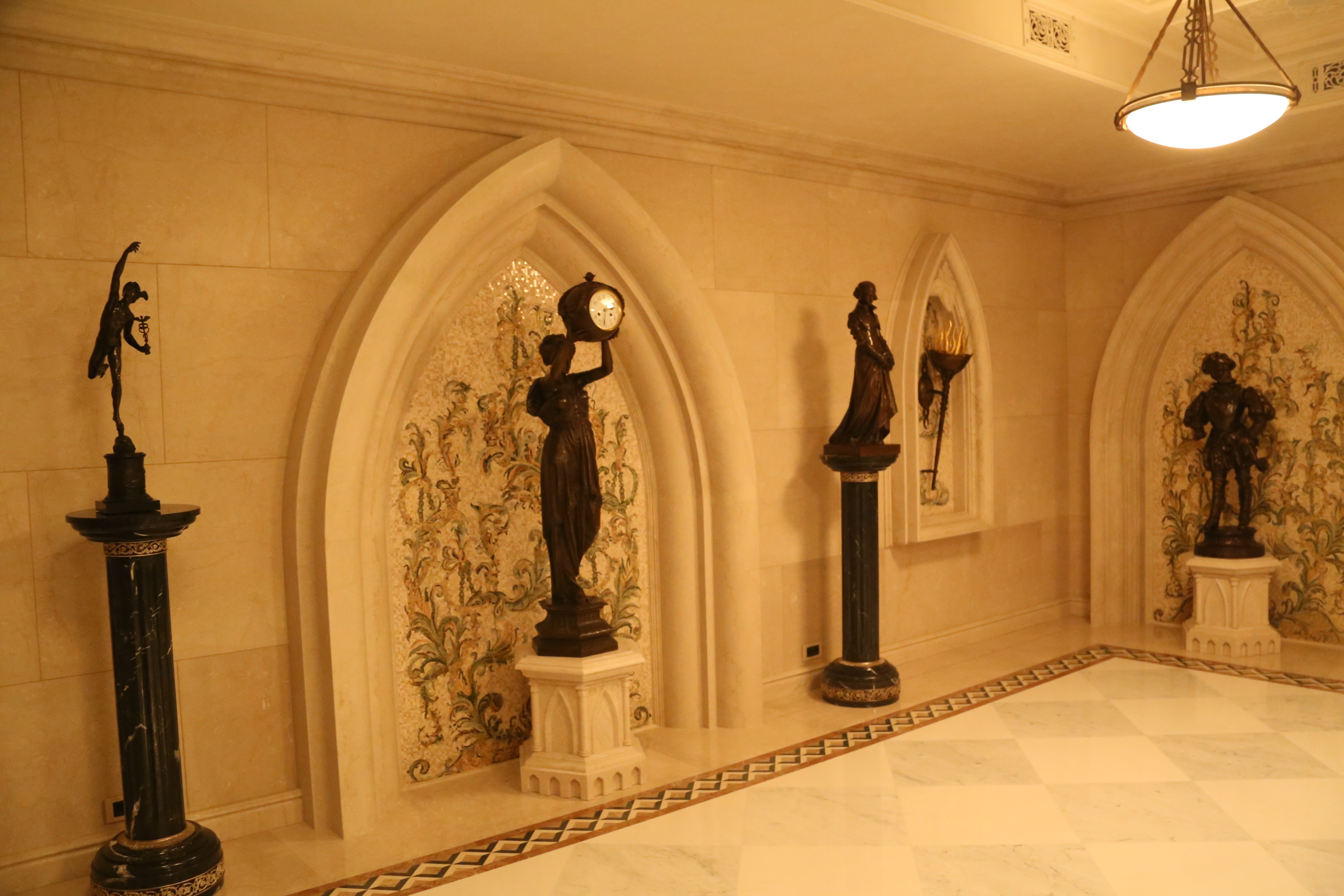
Décors.
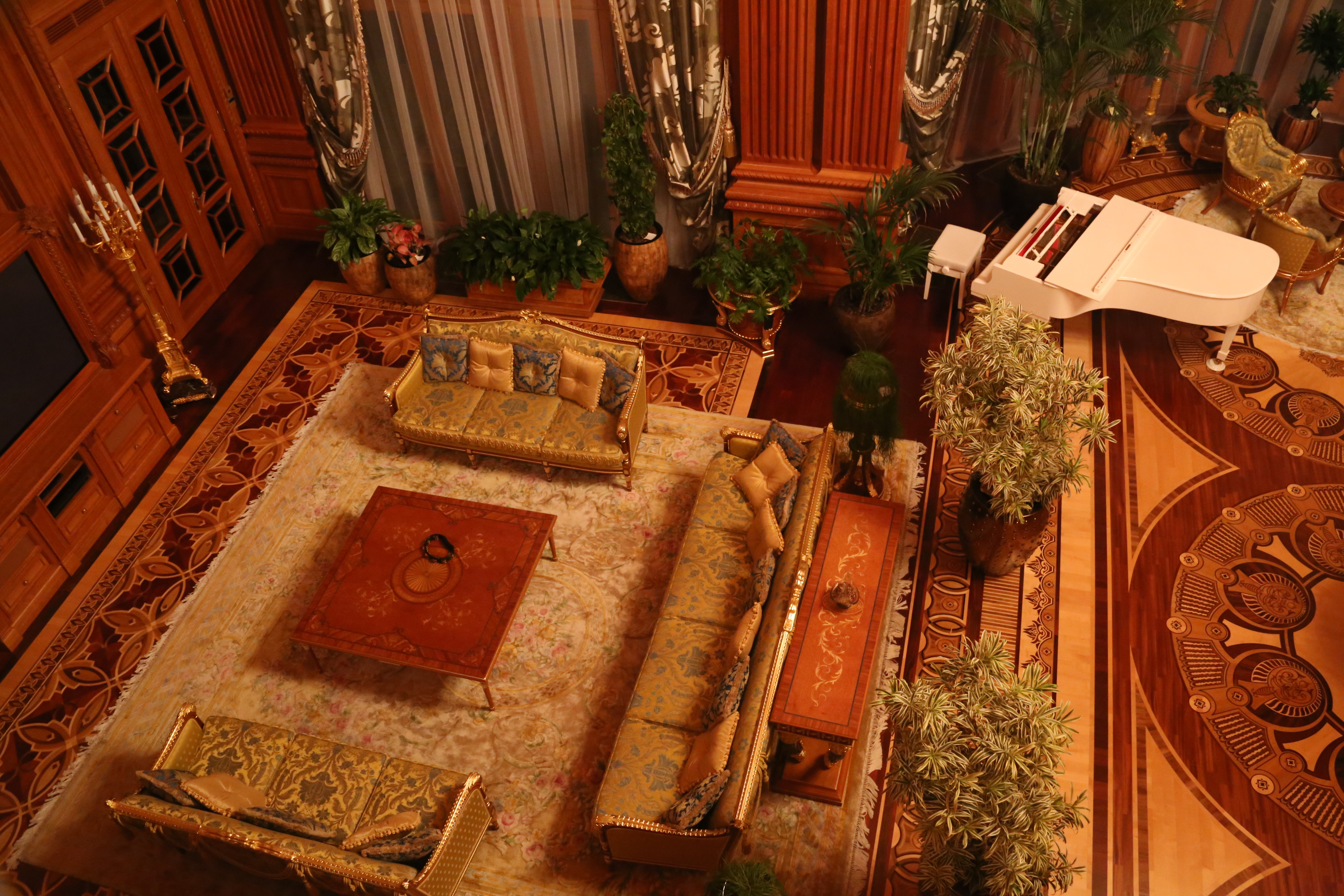
Salon.
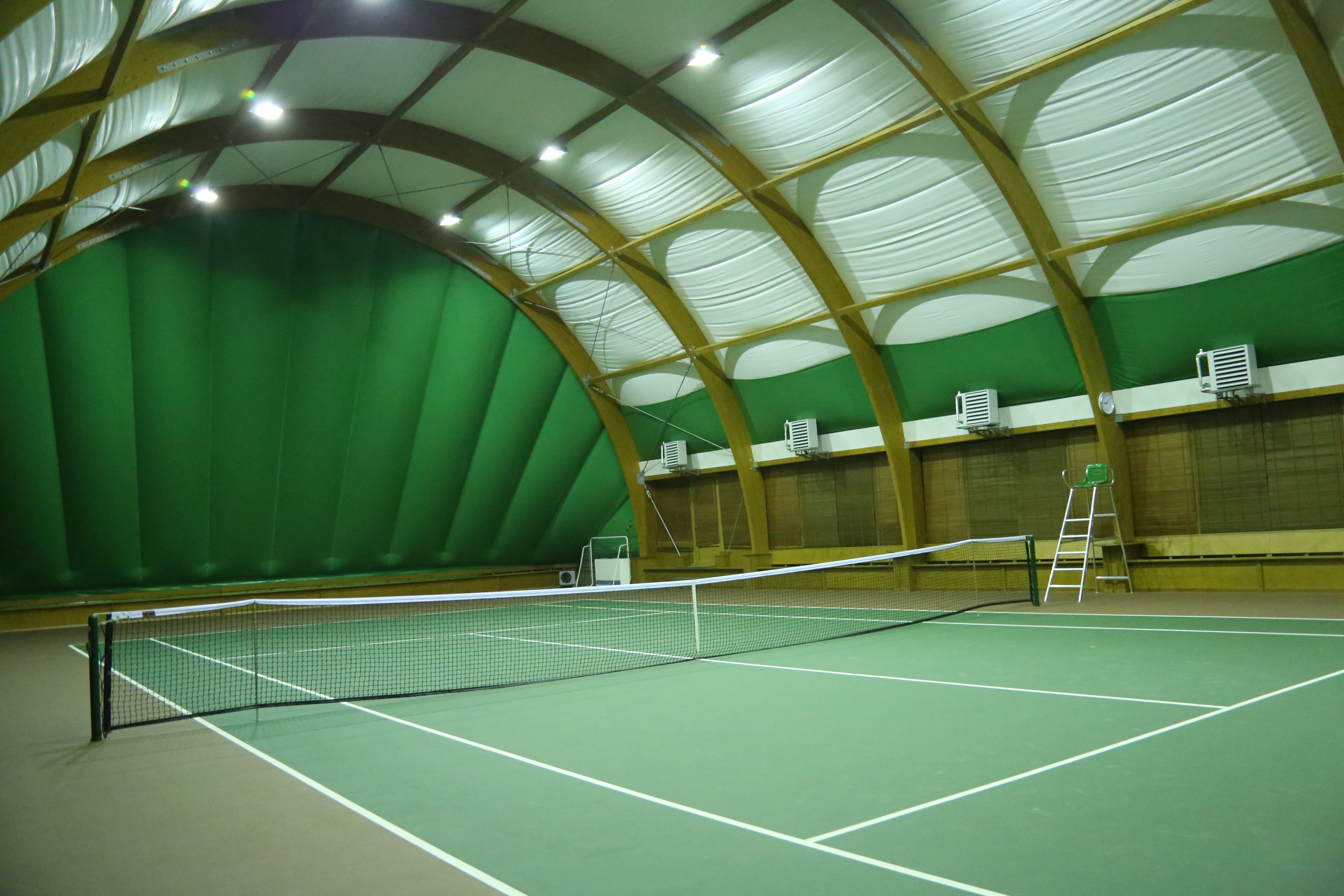
Tennis.

## Crédits
- (en) Cet article est partiellement ou en totalité issu de l’article de Wikipédia en anglais intitulé « Mezhyhirya Residence » (voir la liste des auteurs).